# Athos Tanzini
Athos Tanzini   (Liorna, 30 de gener de 1913 - Malindi, 28 de setembre de 2008) va ser un tirador d'esgrima italià, especialista en sabre, que va competir durant la dècada de 1930.
El 1936 va prendre part en els Jocs Olímpics d'Estiu de Berlín, on guanyà la medalla de plata en la prova de sabre per equips del programa d'esgrima.